# ヤザン・アッ＝アラブ
ヤザン・ムーサ・マフムード・アブー・アッ＝アラブ（アラビア語: يَزَن مُوسَى مَحْمُود أَبُو الْعَرَب Yazan Mousa Mahmoud Abu Al-Arab、1996年1月31日-）は、ヨルダン・ルセイファ出身のサッカー選手。Kリーグ1・FCソウル所属。ポジションはディフェンダー。ヨルダン代表。
Kリーグ時代の登録名はヤザン（ハングル: 야잔）

## 経歴
2021年12月18日、マレーシア・スーパーリーグのセランゴールFCに移籍をした。
2023年10月3日、同年9月24日に行われたマレーシアカップのトレンガヌFC戦で、審判を巻き込むアクシデントがあり、契約を解除された。同年11月20日、マレーシアサッカー協会から規律違反のため永久追放された。
2024年7月、Kリーグ1のFCソウルに移籍をし、すぐに頭角を現し、同年8月にはKリーグの最優秀選手賞候補に選出された。